# Свис интернашонал ерлајнс
Свис интернашонал ерлајнс (понекад кратко Swiss — Свис, стилизовано као SWISS — СВИС) је национална авио-компанија Швајцарске, са седиштем у Базелу. Имају редовне летове ка дестинацијама у Европи, Северној Америци, Јужној Америци, Африци и Азији. Главно чвориште авио-компаније се налази на аеродрому Цирих.
Свис интернашонал ерлајнс је филијала немачке авио-компанија Луфтханза.

## Историја
Свис интернашонал ерлајнс је настала после банкрота Свисера у 2001, који је тада био национална авио-компанија Швајцарске. Највећи кредитори авио-компаније, Кредит Свис и УБС су договорили продају Кросер имовине Свисера. Кросер је касније променила име у Свис ерлајнс, и од 31. марта 2002. године лети под новим именом као национална авио-компанија Швајцарске.
У почетку, власници авио-компаније су били институтни инвестори (61,3%), Швајцарска Конфедерација (20,3%), кантони и општине (12,2%) и остали (6,2%). Свис има своје филије авио-компаније, Свис Сан (100%) и Кросер Јуроп (99,9%), а запошљава 5.970 радника.
После скоро годину дана преговора, Свис је коначно примљен у авионски савез Ванворлд, након блокаде Бритиш ервејза. 3. јуна 2004. Свис се ипак изјаснио да не жели да буде члан Ванворлда.
22. марта 2005. Луфтханза је потврдила план да купи акције у Свису, за почетак 11%. Свис је 1. априла 2006. је постао члан савеза авио-превозника Стар алајанса, када је и такође ушао у Луфтханзин програм за редовне путнике, Miles & More.

## Флота
Од јануара 2025., флота Свис интернашонал ер лајнс се састоји од:
| Авион            | У служби | Број седишта | Број седишта | Број седишта | Број седишта | Број седишта | Број седишта  | Напомене                                                                                                |
| Авион            | У служби | F            | B            | P            | E            | Total        | Ref.          | Напомене                                                                                                |
| ---------------- | -------- | ------------ | ------------ | ------------ | ------------ | ------------ | ------------- | --- |
| Airbus A220-100  | 9        | —            | —            | —            | 125          | 125          | [ 7 ]         | Launch customer.                                                                                        |
| Airbus A220-300  | 21       | —            | —            | —            | 145          | 145          | [ 9 ]         | |
| Airbus A320-200  | 11       | —            | —            | —            | 180          | 180          | [ 10 ]        | 8 aircraft inherited from Swissair.                                                                     |
| Airbus A320neo   | 8        | —            | —            | —            | 180          | 180          | [ 10 ]        | Original order for ten with seven options to firm orders.                                               |
| Airbus A321-100  | 3        | —            | —            | —            | 219          | 219          | [ 12 ]        | All aircraft inherited from Swissair.                                                                   |
| Airbus A321-200  | 3        | —            | —            | —            | 219          | 219          | [ 12 ]        | |
| Airbus A321neo   | 4        | —            | —            | —            | 219          | 219          | [ 12 ]        | Original order for five with three options to firm orders. Some orders can be changed to Airbus A321LR. |
| Airbus A330-300  | 14       | 8            | 45           | —            | 183          | 236          | [ 14 ]        | |
| Airbus A330-300  | —        | 4            | 43           | 21           | 159          | 227          | [ 15 ]        | Future configuration from 2025 onwards.                                                                 |
| Airbus A340-300  | 4        | 8            | 42           | 21           | 144          | 215          | [ 17 ]        | To be retired and replaced by Airbus A350-900 in mid 2025.                                              |
| Airbus A350-900  | —        | 3            | 45           | 38           | 156          | 242          | [ 20 ]        | Deliveries from mid 2025 as part of a Lufthansa order. To replace Airbus A340-300.                      |
| Boeing 777-300ER | 12       | 8            | 62           | 24           | 226          | 320          | [ 23 ] [ 24 ] | |
| Total            | 89       |              |              |              |              |              |               | |